# Liga Nacionalsocialista de Profesores Alemanes
La Liga Nacionalsocialista de Profesores Alemanes (en alemán: Nationalsozialistischer Deutscher Dozentenbund, también llamada NS-Dozentenbund, o NSDDB abreviada), era una organización de partido bajo el Partido Nazi.

## Origen y objetivos
La NSDDB surgió en 1935 de la Liga Nacionalsocialista de Maestros y se estableció sobre la base de una orden del Delegado del Führer Rudolf Hess; Su propósito era el ejercicio de la influencia en las universidades y el control político de la educación superior. La influencia masiva se aplicó especialmente en los nombramientos a puestos de personal. Los líderes de distrito tuvieron un papel decisivo en la aceptación de un Habilitationsschrift, que era un requisito previo para alcanzar el rango de Privatdozent necesario para convertirse en profesor universitario. La expulsión de los científicos judíos de las universidades fue llevada a cabo sustancialmente por los activistas de la Liga de Profesores.

## Liderazgo
En 1938, aproximadamente una cuarta parte de la facultad de educación superior alemana estaba asociada con la Liga de Profesores. La proporción de miembros de la Liga de Profesores fue particularmente alta en las facultades de humanidades. Los rangos de liderazgo en la Liga de Profesores fueron sorprendentemente miembros (o graduados) de la facultad de medicina.
Como todas las organizaciones nazis, la NSDDB se creó de acuerdo con el "principio de liderazgo". Desde el surgimiento de la institución hasta junio de 1944, el "Líder de Profesores del Reich" fue el cirujano Walter "Bubi" Schultze. Por mala conducta en detrimento de un miembro del partido, fue relevado de su oficina en 1944 por el Tribunal del Partido Nazi y reemplazado por el "Líder de Estudiantes del Reich", Gustav Adolf Scheel. Scheel era también médico.
Schultze dejó en claro cómo pretendía ejercer su autoridad, después de asumir el cargo en 1935. Primero, hizo que todos los miembros del partido entre los maestros de educación superior se registraran. Para los puestos de alto nivel, dejó que se supiera, no era suficiente solo llevar una insignia de partido en la solapa, uno también debía ser capaz de "forzar la oposición a la pared". Además de los sentimientos partidistas, la determinación reconocible y el talento para educar a los jóvenes en el espíritu nacionalsocialista, la "cuestión de la raza" debía ser, ante todo, un factor decisivo en la educación superior. Con su discurso de inauguración para el Reichsuniversität Straßburg, en noviembre de 1941, Schultze declaró que el objetivo más alto de la universidad era: "erradicar" todo lo "no alemán" del "mundo de pensamiento de nuestro pueblo".

## Efectividad
Para anclar la ideología nacionalsocialista entre los profesores, ya se habían establecido cuatro academias científicas de la Liga de Profesores Alemanes. Estaban ubicadas en las Universidades de Giessen, Göttingen, Kiel y Tübingen. El llamado "campo de entrenamiento" del NSDDB era un tipo especial de educación científica que se suponía que tomaría el lugar de las convenciones de estilo antiguo, y apuntaba a alinear a los participantes con la ideología nazi.
La eficacia de la Liga de Profesores estuvo limitada, por una parte, por la "confusión de los funcionarios" típica del nacionalsocialismo: la imprecisa diferenciación de la jurisdicción y la competencia de un puesto. El NSDDB se enfrentó con mayor frecuencia con el Amt Rosenberg, que estableció como dominio la política de educación superior. El Delegado del Führer Hess fue un aliado de la NSDDB en estos conflictos.
Otro factor que limita la efectividad de la NSDDB fue el respeto a menudo bajo por sus líderes en las universidades. Muchos tenían la reputación de querer compensar su falta de prestigio científico y experiencia mediante un excesivo celo partidista.
Muchos educadores y profesores evadieron la presión para alterar su trabajo; de modo que en general, la Liga fue en gran medida ineficaz. Sin embargo, en los bastiones de la enseñanza y la investigación nazis, como Jena, Kiel y Königsburg, la Liga era más potente.